# Setermoen
Setermoen est une localité du comté de Troms, en Norvège.

## Géographie
Administrativement, Setermoen fait partie de la kommune de Bardu.

## Monuments
L'église de Bardu (Bardu kirke en Norvégien), est une église en bois de forme octogonale,, avec une tour carrée. Elle a été construite en 1829.

## Quelques vues de Setermoen

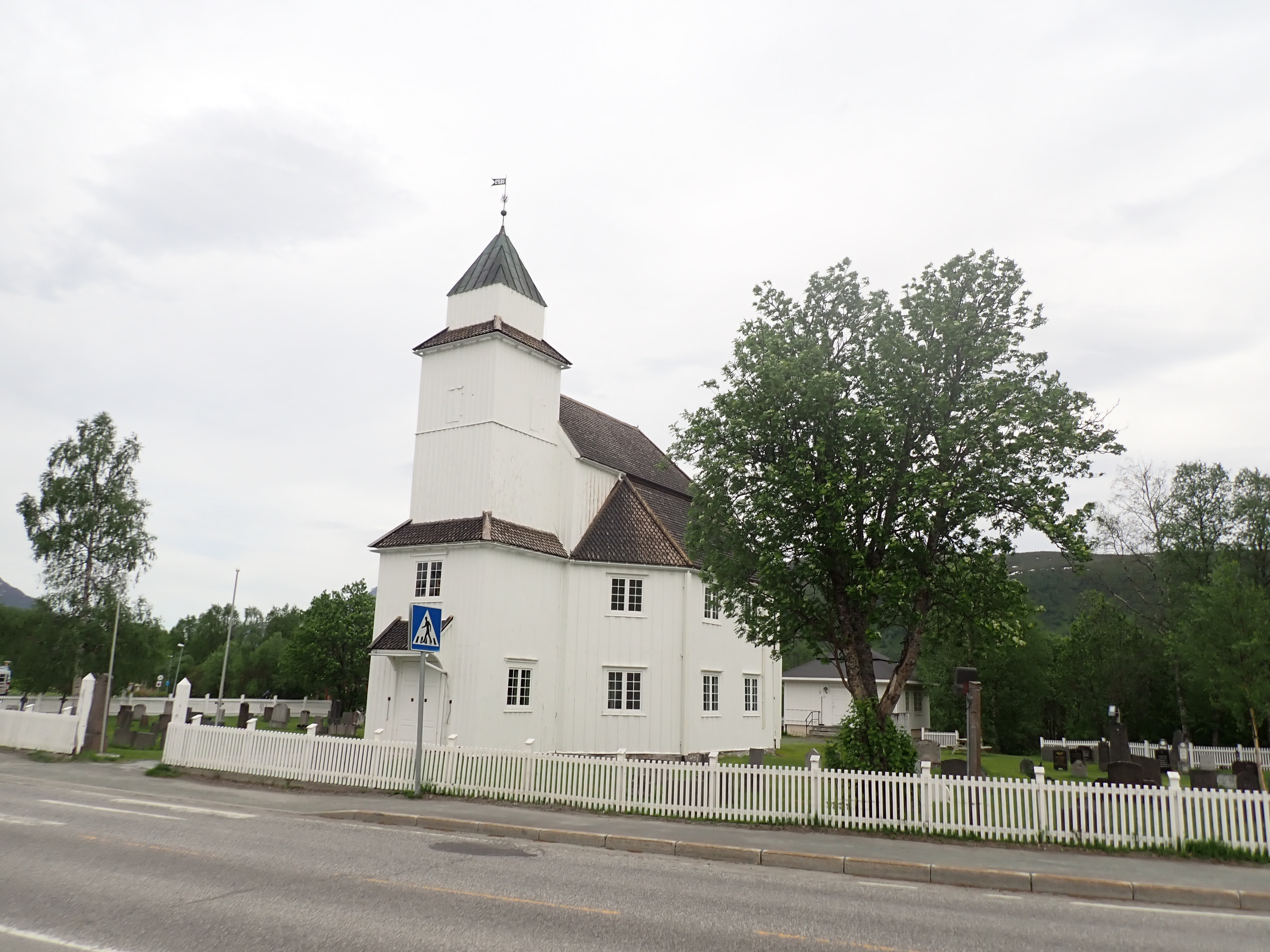
Église de Bardu dans le centre de Setermoen.